# Alexandre Ier Balas
Pour les articles homonymes, voir Alexandre Ier et Balas.
Alexandre Ier Balas (en grec ancien : Ἀλέξανδρoς Bάλας) est un roi séleucide ayant régné de 150 à 145 av. J.-C. Il se prétend fils d'Antiochos IV et évince Démétrios Ier. Il est finalement vaincu par Ptolémée VI.

## Biographie

### Origines
Ses origines sont incertaines : pour la majorité des sources antiques, Balas est un aventurier originaire de Rhodes qui se fait passer pour le fils illégitime d'Antiochos IV. Selon Strabon, il serait effectivement un bâtard d'Antiochos IV, celui-ci ayant eu notoirement plusieurs concubines.
Il est soutenu, peut-être dès 157-156, par le roi de Pergame Attale II comme prétendant au trône séleucide contre Démétrios Ier et il est installé en Cilicie. Cependant, l'appui des Romains est nécessaire : Balas, qui a pris le nom d'Alexandre, prend le chemin de Rome, accompagné de sa « sœur » Laodicé et d'Héraclide, ancien ministre d'Antiochos IV. Après avoir hésité, le Sénat, par l'intermédiaire des Scipions, donne son aval vers 153-152.

### Règne
Reconnu officiellement par Rome, Pergame, la Cappadoce et l'Égypte lagide, Alexandre Balas débarque à Ptolémaïs-Akkè. Les premiers bénéficiaires de son usurpation sont les Juifs : pour se les concilier, Démétrios Ier évacue toutes les places détenues par les Séleucides, sauf l'Akra et Bethsour. Il libère prisonniers et otages et confie le commandement militaire de la province à Jonathan, qui reconnaît Balas qui l'a nommé Grand-prêtre. Durant l'hiver 151/150 av. J.-C., Démétrios est tué. Accueilli avec enthousiasme à Antioche, Alexandre Balas est désormais le nouveau roi. Il épouse en grande pompe Cléopâtre Théa, la fille de Ptolémée VI. Elle lui donne un fils : le futur Antiochos VI. Son règne est calamiteux : soucieux uniquement de jouir de sa position, il ne fait rien pour enrayer les progrès de Jonathan et l'émancipation des cités syro-phéniciennes. En Iran, le domaine séleucide recule face aux Parthes. Ecbatane est perdue vers 147.
En 147, Démétrios II, fils de Démétrios Ier en otage à Rome, débarque en Cilicie avec des mercenaires crétois, puis passe en Syrie pour réclamer le trône. Sous couvert de défendre son gendre, Ptolémée VI envahit la Cœlé-Syrie. Jonathan en profite pour s'emparer d'Ashkelon, de Jaffa et d'Ashdod. Balas se rebelle et tente d'assassiner Ptolémée VI qui transfère son alliance et la main de sa fille à Démétrios II à condition de les Lagides récupèrent la Cœlé-Syrie. Alexandre Balas est battu et mis en fuite à la bataille de l'Oinoparas. Il est tué peu après, sa tête est apportée à Ptolémée VI qui, gravement blessé dans la bataille, meurt peu après (145).
À peine un an plus tard, à l'été 144, le stratège Diodote se soulève contre Démétrios II car celui-ci laisse les mercenaires crétois imposer leurs lois à Antioche. Il fait proclamer roi le petit Antiochos VI, le fils de Balas que celui-ci a mis en sécurité chez un chef arabe. Antiochos VI ne règne pas longtemps. Quinze ans plus tard, un aventurier égyptien surnommé Zabinas (« l'Acheté ») se prétend fils de Balas et règne peu de temps sous le nom d'Alexandre II Zabinas.

## Évocations artistiques
- Alexander Balus, oratorio de Georg Friedrich Haendel (1748).

## Sources antiques
- Diodore de Sicile, Bibliothèque historique [détail des éditions] [lire en ligne], XXXII, XXXIII.
- Justin, Abrégé des Histoires philippiques de Trogue Pompée [détail des éditions] [lire en ligne].